# Robert Soreng
Robert J. Soreng (Evanston (Illinois), 1952) is een Amerikaanse botanicus.
In 1978 behaalde hij een BSc aan de Oregon State University. In 1980 behaalde hij een MSc aan de New Mexico State University. In 1986 behaalde hij hier een Ph.D.
Soreng is werkzaam bij het National Museum of Natural History (Smithsonian Institution). Hij doet onderzoek naar de grassenfamilie (Poaceae). Hij is gespecialiseerd in de onderfamilie Pooideae en dan vooral in beemdgras (Poa). Hij onderzoekt de taxonomie, de biogeografie, moleculaire biologie en de voortplanting van beemdgras. Hij verricht veldonderzoek en doet onderzoek in het herbarium. Ook is hij gespecialiseerd in botanische nomenclatuur van grassen en draagt hij voor de Missouri Botanical Garden bij aan de gegevens betreffende grassen in TROPICOS. Hij werkt samen met wetenschappers als Gerrit Davidse en Lynn Gillespie.
Soreng is (mede)auteur van rond de tachtig botanische namen. Hij is (mede)auteur van artikelen in wetenschappelijke tijdschriften als American Journal of Botany, Annals of the Missouri Botanical Garden, Kew Bulletin, Novon, Systematic Botany, Proceedings of the National Academy of Sciences, Phytologia en Willdenowia. Hij is betrokken bij de projecten Flora of China, Flora of North America en Catalogue of New World Grasses.
Soreng is lid van de American Society of Plant Taxonomists en de Botanical Society of Washington, waarvan hij in 2002 voorzitter was.